# El Madroño, Veracruz
El Madroño är en ort i Mexiko.   Den ligger i kommunen Zacualpan och delstaten Veracruz, i den sydöstra delen av landet, 140 km nordost om huvudstaden Mexico City. El Madroño ligger 1 604 meter över havet och antalet invånare är 101.
Terrängen runt El Madroño är kuperad västerut, men österut är den bergig. Runt El Madroño är det ganska tätbefolkat, med 52 invånare per kvadratkilometer. Närmaste större samhälle är San Bartolo Tutotepec, 14,0 km sydost om El Madroño. I omgivningarna runt El Madroño växer i huvudsak städsegrön lövskog.